# Simfonia núm. 7 (Aho)
La Simfonia núm. 7, Simfonia dels insectes, va ser composta per Kalevi Aho el 1988. Es basa en la seva òpera satírica Hyonteiselamaa (Vida d'insectes), que va ser composta entre 1985 i 1987 però no va ser estrenada fins al 27 de setembre de 1996 a l'Òpera Nacional de Finlàndia. Té una durada d'uns 46 minuts.

## Origen i context
Vida d'insectes es va crear per a un concurs del Festival d'Òpera de Savonlinna pel 350è aniversari de la ciutat. L'òpera seleccionada per al festival de 1989 va ser Veitsi (El ganivet) de Paavo Heininen. Després del concurs, el febrer de 1988, el compositor va pensar que Vida d'insectes podria trigar molts anys a estrenar-se. Llavors, buscant utilitzar el seu material musical, Aho va adaptar el material de l'òpera a aquesta simfonia l'abril de 1988. La seva primera interpretació va tenir lloc a Hèlsinki el 26 d'octubre de 1988, a càrrec de l'Orquestra Simfònica de la Ràdio Finlandesa, dirigida per Pertti Pekkanen.
Basada en una obra de teatre de Josef i Karel Čapek. Un rodamon, el seu únic personatge humà, observa els insectes i, en la seva confusió alcohòlica, els veu com a humans, comparant la vida humana amb la dels insectes.

## Moviments
- I. El rodamon, l'himenòpter paràsit i la seva cria. A Vida d'insectes, l'únic personatge humà és un rodamon que contempla les escenes del món dels insectes. Aquesta peça musical s'inicia amb un to auster i atonal, explorant diferents textures dissonants i incorporant un ús avantguardista dels instruments de vent fusta en registres molt aguts.

- II. Les papallones (El foxtrot i el tango de les papallones). Aquest moviment explora diversos estils de jazz simfònic, evocant tant l’ambient dels anys 20 com la influència de Leonard Bernstein. La tonalitat hi predomina clarament.

- III. Els escarabats piloters (Dol per la bola de fem robada) és una música inquietant i arrelada a la terra.

- IV. Els saltamartins. Aquesta peça, de caràcter més tonal, utilitza la percussió brillant per fer una sensació de lleugeresa i dinamisme. Els seus moviments es perceben com salts imprevisibles i desordenats, seguint ritmes irregulars. L'estil evoca les primeres composicions de Stravinski, com Fireworks o l'Scherzo fantasque.

- V. Les formigues (La música obrera de les formigues i les marxes de guerra I i II). La composició evoca la fredor d'un mecanisme implacable, amb un ritme marcat i constant que es torna opressiu i imponent. La intensitat orquestral augmenta progressivament, transmetent una sensació aclaparadora. Tot plegat genera una atmosfera desproveïda de qualsevol rastre d'humanitat.

- VI. Els lliris de Dia i cançó de bressol per a les Efímeres Difuntes. La música aquí té un caràcter impressionista, i la simfonia conclou amb el seu únic sentiment humà, transmetent una sensació de tragèdia colpidora.[2]

## Música
La Simfonia dels insectes és una obra programàtica basada en escenes de l’òpera homònima, amb les parts vocals substituïdes per instruments. La seva estructura dramàtica difereix de l’òpera, amb moviments reorganitzats i nous passatges de transició i conclusions. Algunes seccions combinen material de diverses parts de l’òpera.
La Setena Simfonia és una sàtira musical de la societat moderna, marcada per l’exageració i la distorsió còmica. Cada moviment comença des d’un nou estil o enfocament, qüestionant quin podria representar el futur. Tot i el seu caràcter postmodern, l’obra també en fa una crítica. La comèdia dona pas a la tragèdia, concloent amb una sensació de bellesa, solitud i alienació.
L'estil de la simfonia canvia en cada moviment. En alguns passatges, recorre a influències estilístiques, referències i imitacions de citacions sense emprar cites directes. La seva estructura desafia la progressió convencional, amb cada moviment oposant-se al precedent com una antítesi. A mesura que avança, els contrastos s'intensifiquen, sense arribar mai a una síntesi que unifiqui els elements diversos de l'obra.